# Bracon testaceorufatus
Bracon testaceorufatus är en stekelart som beskrevs av Granger 1949. Bracon testaceorufatus ingår i släktet Bracon och familjen bracksteklar. Inga underarter finns listade.